# Karsjön, Hälsingland
Karsjön är en sjö i Ljusdals kommun i Hälsingland och ingår i Ljusnans huvudavrinningsområde. Sjön har en area på 0,36 kvadratkilometer och ligger 415,1 meter över havet. Sjön avvattnas av vattendraget Dåasån (Mångån).

## Delavrinningsområde
Karsjön ingår i det delavrinningsområde (686067-147115) som SMHI kallar för Ovan 685822-147300. Medelhöjden är 436 meter över havet och ytan är 5,63 kvadratkilometer. Det finns inga avrinningsområden uppströms utan avrinningsområdet är högsta punkten. Dåasån (Mångån) som avvattnar avrinningsområdet har biflödesordning 4, vilket innebär att vattnet flödar genom totalt 4 vattendrag innan det når havet efter 198 kilometer. Avrinningsområdet består mestadels av skog (76 procent) och sankmarker (14 procent). Avrinningsområdet har 0,44 kvadratkilometer vattenytor vilket ger det en sjöprocent på 7,9 procent.